# 約夏特山
47°54′45″N 15°42′43″E / 47.91250°N 15.71194°E

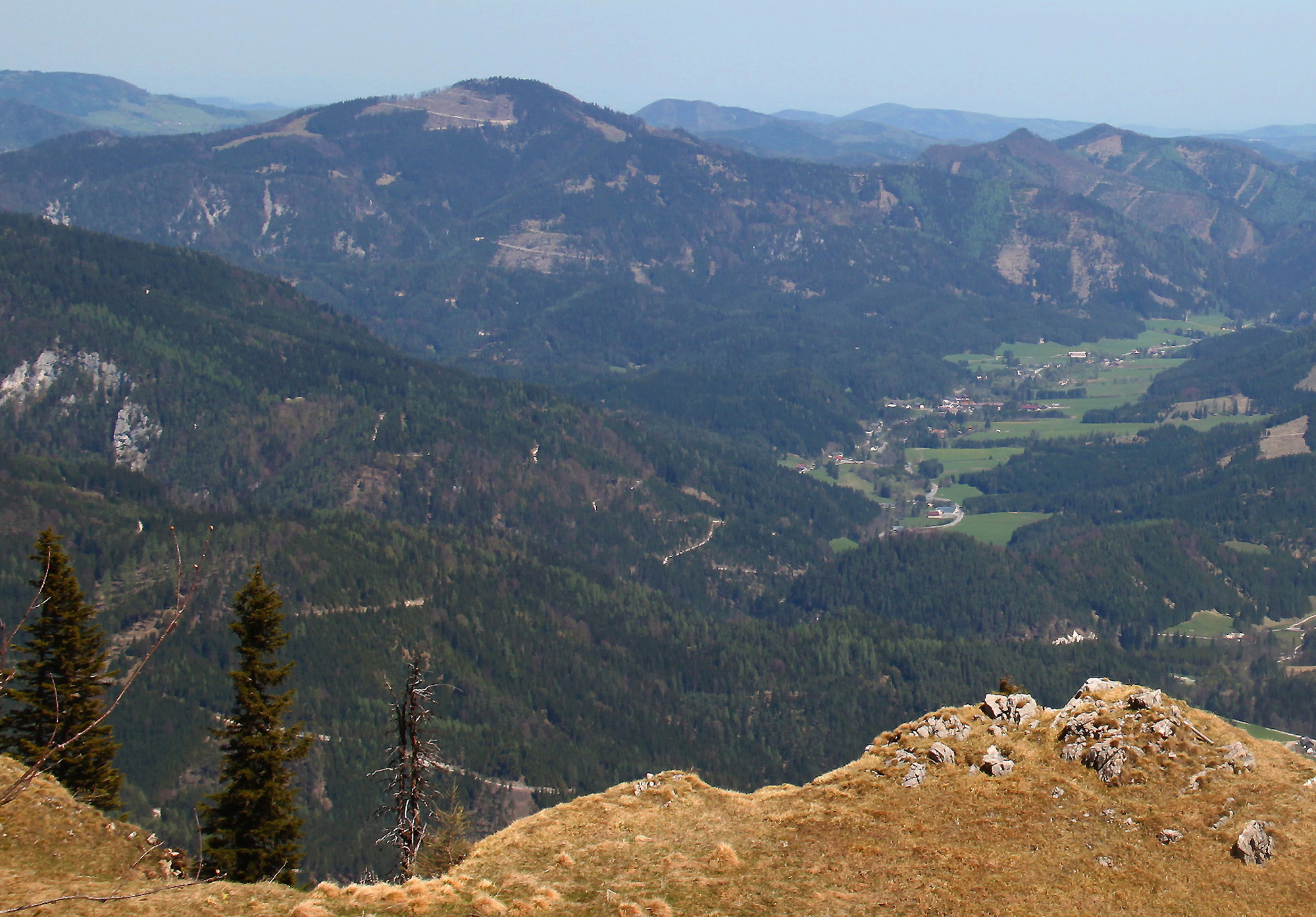

約夏特山（德語：Jochart），是奧地利的山峰，位於該國東部，由下奧地利州負責管轄，屬於古滕施泰因阿爾卑斯山脈的一部分，海拔高度1,084米，每年平均降雨量1,409毫米。